# 天永
天永（1110年7月31日~1113年8月25日）是日本的年號之一。使用這個年號的天皇是鳥羽天皇，由白河上皇實施院政。

## 改元
- 天仁三年七月十三日（1110年7月31日）改元天永。

- 天永四年七月十三日（1113年8月25日）改元永久。

## 出處
- 《尚書·召誥》：「欲王以小民受天永命。」

## 紀年、西曆、干支對照表
| 天永 | 元年   | 二年   | 三年   | 四年   |
| 公元 | 1110年 | 1111年 | 1112年 | 1113年 |
| 干支 | 庚寅   | 辛卯   | 壬辰   | 癸巳   |